# 京包铁路张家口联络线
张家口线:38，营业初期称张家口连络线:21，又称张家口站南北线:62，是一条位于中华人民共和国河北省张家口市的铁路，由部分张家口改线工程未拆除的原京张铁路部分和1955年沿清水河修建的4.199公里新建线路组成:124。该铁路连接了位于京包铁路上的原张家口南站（1957年通车，2019年已更名为张家口站）和位于张家口市城区中心北侧的原张家口站（1909年通车，现已撤销），线路穿越张家口市城区的南部、中部地区。全线长度仅为10公里，共设车站两座，乘降所一处。

## 历史

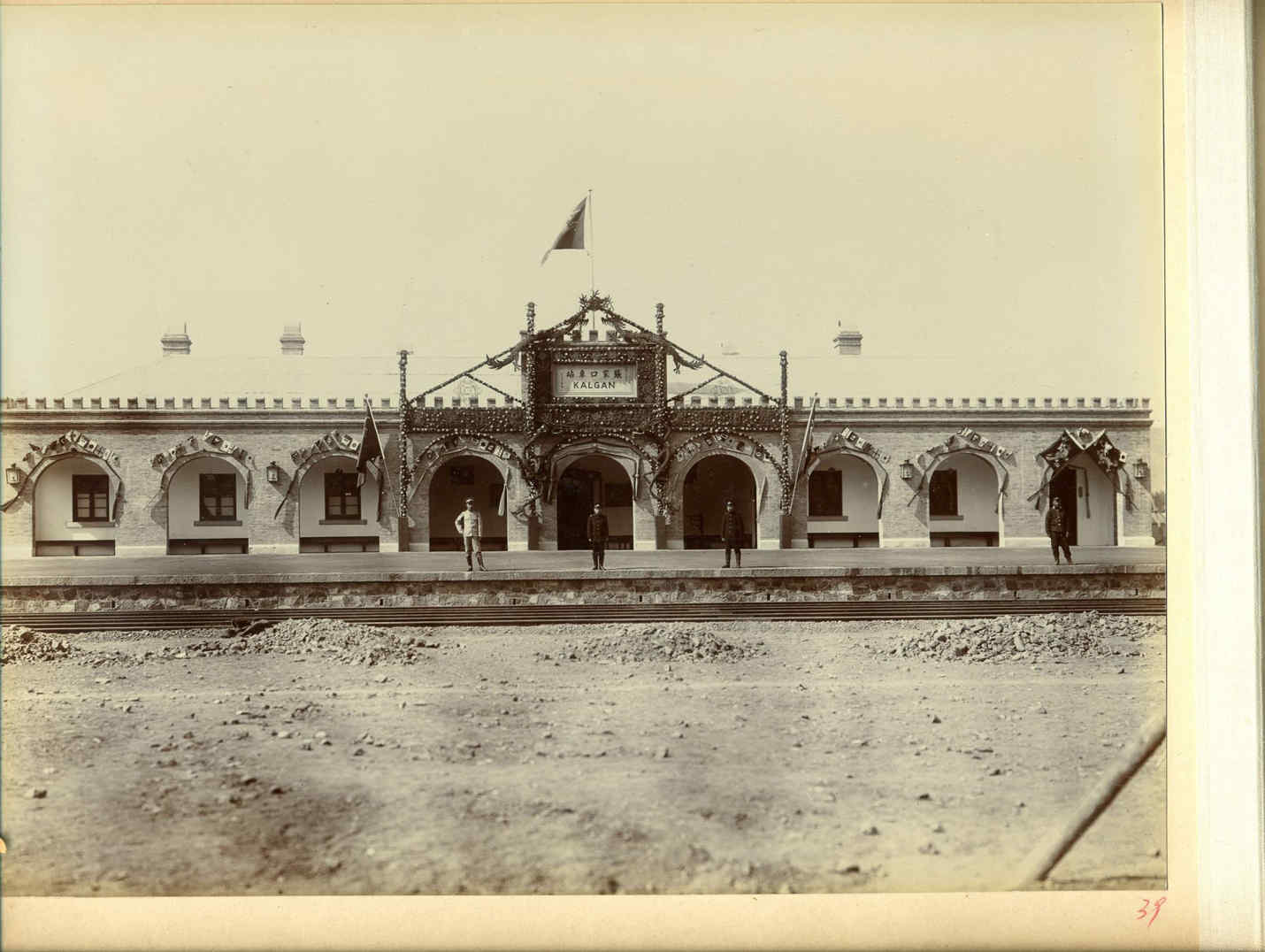
谭景棠《京张路工撮影》中通车典礼上的张家口站

张家口线原为京张铁路的一部分，连接张家口境内宁远站与张家口站，是京张铁路尾端的一段铁路。1909年建成通车。当时的线路走向从今京包铁路沙岭子站向北引出，到张家口市桥东区宁远堡村东侧，建有宁远火车站。
铁路从宁远站引出后，一路向北偏西，穿越今张家口市主城区前屯村西、柳树屯村西，高庙村东，在今铁道东街南侧张家口铁路由北向西弯道处接入，继续向北至茶坊乘降所，到张家口南口，沿今胜利北路至太平桥，转向西北经过今张家口体育场，清水河东侧，折返至解放北路，从北侧进入张家口站。从张家口站引出的线路向南至张家口南口处，复接入来时线路，使京张铁路在终点处形成围绕张家口站的一段环形铁路（灯泡线），列车无需掉头即可返回北京方向。
1914年，从张家口站继续向西修建张绥铁路（张家口至归绥）首段至丰镇站。此时张家口线由原折返至张家口南口处的线路引出，折向西，经过铁路桥跨越清水河，延伸至今张家口市桥西区境内，在今张家口市第四中学西南侧，折向南，经四方台村、南新村、高家屯村、沈家屯村、阎家屯村西，在今许家庄村北侧向西延伸，至丰镇。后铁路继续修建，1916年京张铁路、张绥铁路两路合并，改称京绥铁路，于1921年建成通车至归绥。1923年再次延伸至包头，从北京到包头的铁路始更名为京包铁路。
中华人民共和国成立以后，张家口段铁路线进行裁弯取直改造，拆除宁远站，由宁远站旧址附近直接折向西，新修建张家口站，从新张家口站西侧直接跨越清水河接入今许家庄村北侧的铁路。原张家口站于1953年改名为张家口北站:19。1957年该工程完工，张家口新站投入使用以后，从北京去往大同、集宁、呼和浩特、包头方向的火车不再绕行张家口市区经过张家口北站，可由新建成线路直接经过张家口新站西去。而由张家口北站南侧南口附近至许家庄村北的原张绥铁路一段，则拆除南端部分，保留张家口北站至高家屯村段，作为张家口市内煤炭公司、金属公司、木材公司、蔬果公司等单位的铁路专用线。同时，原来宁远站北侧至铁道东街段的旧有铁路也随之拆除，同时，为保持张家口北站的正常通车，由张家口新站西侧新修建张家口连络线连接张家口北站，新铁路线从张家口新站西，在清水河东岸折向北，沿河岸修建至今张家口盛华大街西侧向东转弯，跨越今钻石路，在铁道东街南侧接至旧有线路。另外，原来由张家口南口绕行太平桥、张家口体育场、解放北路的线路也同时拆除，至此，张家口市区的环形铁路改为单向铁路，进入张家口北站的列车需要调换车头方向方可出站。京包铁路张家口连络线初具雏形。
1960年，张家口市政府逐步利用拆除环形铁路的路基和两侧空间修建了如今的张家口市内主干道胜利北路、解放北路和张家口体育场等设施。其中胜利北路在当年即竣工。1965年底，为方便客货运输，新张家口站改名为张家口南站，张家口北站恢复为张家口站:60。
张家口站至高家屯村段的铁路专用线，由于货运量的逐步减少，在20世纪90年代渐渐失去其使用价值，并且随着城市的不断扩张，日渐显现出对城市布局的限制，在2008年最终被彻底拆除。专用线跨清水河的铁路桥，原名东方红大桥，在拆除过程中被保留，改造为跨河的步行观景桥，更名为钻石桥。2009年9月10日，张家口市地名委员会发布了《关于发布清水河洋河跨河大桥标准名称的公告》，对本市内清水河、洋河跨河大桥标准名称向社会公告。在公告中，钻石桥被改回原名——东方红桥。
随着张家口南站的运量不断扩大，张家口市区中心的逐步南移等因素，张家口站的原有功能日益弱化，张家口市政府多次以现有的张家口联络线线路影响城市建设总体规划为由，建议将张家口站客货运功能全部转移至张家口南站，张家口站改建成纪念馆，拆除张家口线。2014年7月1日调图后，张家口站正式停用，原来始发、终到张家口站的两趟列车改到张家口南站。2019年1月，张家口线取消:70。2019年3月2日，张家口站客票业务也停止办理，而原张家口南站站名恢复为张家口站。
张家口线取消后，为留存历史、保护工业遗产，桥东区政府开始对铁路闲置区域进行保护性利用。2019年6月26日，工业东街至建设东街间的铁路用地上建成了以张家口线弃用铁轨为主轴的张家口工业文化主题公园。2020年，张家口工业文化主题公园至老张家口间的路轨拆除，闲置空地改建为老火车步行街。
2022年2月3日，冬奥火炬手在张家口工业文化主题公园内的张家口线原有轨道上乘坐“瑞雪迎春”涂装动车的模型——瑞雪迎春号火炬传递车完成了两棒火炬传递。23日，张家口工业文化主题公园利用园内800米的原有轨道开通了京张铁路（张家口）观光线，市民可乘坐形似老北京铛铛车的ZT-10-D型东梦号观光车欣赏沿途风景，重温冬奥记忆。

## 线路概况
- 线路全长（营运里程）：原长度约12公里，1914年后增至约20公里，1957年后约为16公里，现全长10公里
- 轨道间距：1435mm （标准轨距）
- 车站数量：2个车站，1个乘降所
- 复线区间：无，全线为单线区间
- 电气化区间：无
- 地上区间：全线

## 全线车站列表
| 序号 | 站名       | 公里数 | 所属行政区     | 级别   | 备注 |  |
| ---- | ---------- | ------ | -------------- | ------ | --- |  |
|      |            |        |                |        | |  |
| 1    | 张家口站   | 0公里  | 张家口市桥东区 | 一等站 | 原京张铁路的终点。 |  |
| #    | 茶坊乘降所 | 2公里  | 张家口市桥东区 | 无等级 | 无人职守 |  |
| 2    | 张家口南站 | 10公里 | 张家口市桥东区 | 二等站 | 是京包铁路和京包铁路张家口联络线分线站。在此站西侧，京包铁路继续向西延伸，直通内蒙古自治区包头市，而京张铁路则折向北方，经茶坊乘降所，到10公里以外的张家口站为终点。 |  |